# Tournois mondiaux 2008 de qualification olympique de volley-ball masculin
Les trois tournois mondiaux de qualification olympique hommes permettent de désigner les 4 dernières équipes masculines de volley-ball appelées à participer aux Jeux olympiques de 2008.
L'équipe arrivée en tête du classement des 2 premiers tournois se qualifie. 
Le 3e tournoi est, quant à lui, combiné avec le tournoi de qualification olympique de la zone Asie. L'équipe victorieuse du tournoi ainsi que la meilleure équipe asiatique (même si l'équipe gagnante est asiatique), au titre du tournoi de qualification olympique de la zone Asie, se qualifient. 

## Tournoi olympique
Le tournoi olympique masculin accueille 12 équipes et, avant la tenue de ces ultimes tournois, 8 sont déjà qualifiées (dont l'équipe hôte) à l'issue :
- de la Coupe du monde, avec la qualification des équipes du Brésil, de la Bulgarie et de la Russie
- du tournoi de qualification olympique de la zone Europe, avec la qualification de l'équipe de Serbie
- du tournoi de qualification olympique de la zone Afrique, avec la qualification de l'équipe d'Égypte
- 
du tournoi de qualification olympique de la zone Amérique du Nord, avec la qualification de l'équipe des États-Unis
- du tournoi de qualification olympique de la zone Amérique du Sud, avec la qualification de l'équipe du Venezuela.

## Tournoi n° 1
Le 1er des trois tournois a lieu du 23 au 25 mai 2008 à Düsseldorf, en Allemagne et l'équipe nationale hôte se qualifie.

### Classement final du tournoi n° 1
| # | Équipe    | Pts | J | G | P | Sp  | Sc  | Ratio | Pp | Pc | Ratio |
| - | --------- | --- | - | - | - | --- | --- | ----- | -- | -- | ----- |
| 1 | Allemagne | 6   | 3 | 3 | 0 | 295 | 259 | 1.139 | 9  | 4  | 2.25  |
| 2 | Cuba      | 5   | 3 | 2 | 1 | 271 | 238 | 1.139 | 8  | 4  | 2     |
| 3 | Espagne   | 4   | 3 | 1 | 2 | 284 | 282 | 1.007 | 6  | 7  | 0.857 |
| 4 | Taïwan    | 3   | 3 | 0 | 3 | 177 | 248 | 0.714 | 1  | 9  | 0.111 |

### Distinctions individuelles
- Meilleur marqueur : Jochen Schöps ( Allemagne)
- Meilleur attaquant : Yoandry Leal ( Cuba)
- Meilleur contreur : Odelvis Dominico ( Cuba)
- Meilleur serveur : Yoandry Leal ( Cuba)
- Meilleur digger : Alexis Valido ( Espagne)
- Meilleur passeur : Oriol Camejo ( Cuba)
- Meilleur réceptionneur : Keibir Gutierrez ( Cuba)

## Tournoi n° 2
Le 2e des trois tournois a lieu du 30 mai au 1er juin 2008 à Espinho, au Portugal et l'équipe de Pologne se qualifie.

### Classement final du tournoi n° 2
| # | Équipe     | Pts | J | G | P | Sp  | Sc  | Ratio | Pp | Pc | Ratio |
| - | ---------- | --- | - | - | - | --- | --- | ----- | -- | -- | ----- |
| 1 | Pologne    | 6   | 3 | 3 | 0 | 226 | 179 | 1.263 | 9  | 0  |       |
| 2 | Portugal   | 5   | 3 | 2 | 1 | 236 | 206 | 1.146 | 6  | 4  | 1.5   |
| 3 | Porto Rico | 4   | 3 | 1 | 2 | 199 | 236 | 0.843 | 4  | 6  | 0.667 |
| 4 | Indonésie  | 3   | 3 | 0 | 3 | 185 | 225 | 0.822 | 0  | 9  | 0     |

### Distinctions individuelles
- Meilleur marqueur : Hugo Gaspar ( Portugal)
- Meilleur attaquant : Flavio Cruz ( Portugal)
- Meilleur contreur : Daniel Pliński ( Pologne)
- Meilleur serveur : Sebastian Świderski ( Pologne)
- Meilleur digger : Carlos Teixeira ( Portugal)
- Meilleur passeur : Nuno Pinheiro ( Portugal)
- Meilleur réceptionneur : Victor Rivera ( Porto Rico)

## Tournoi n° 3
Le dernier des trois tournois a lieu du 31 mai au 8 juin au Tokyo Metropolitan Gymnasium de Tōkyō. L'Italie, victorieuse du tournoi et le Japon, au titre de la meilleure équipe du tournoi de qualification olympique de la zone Asie, se qualifient.

### Classement final du tournoi n° 3
| # | Équipe       | Pts | J | G | P | Sp  | Sc  | Ratio | Pp | Pc | Ratio |
| - | ------------ | --- | - | - | - | --- | --- | ----- | -- | -- | ----- |
| 1 | Italie       | 14  | 7 | 7 | 0 | 615 | 483 | 1.273 | 21 | 4  | 5.25  |
| 2 | Japon        | 13  | 7 | 6 | 1 | 659 | 584 | 1.128 | 20 | 7  | 2.857 |
| 3 | Corée du Sud | 11  | 7 | 4 | 3 | 622 | 584 | 1.065 | 14 | 13 | 1.077 |
| 4 | Argentine    | 11  | 7 | 4 | 3 | 598 | 589 | 1.015 | 16 | 11 | 1.455 |
| 5 | Australie    | 10  | 7 | 3 | 4 | 522 | 526 | 0.992 | 11 | 13 | 0.846 |
| 6 | Iran         | 9   | 7 | 2 | 5 | 597 | 630 | 0.948 | 11 | 16 | 0.688 |
| 7 | Algérie      | 9   | 7 | 2 | 5 | 501 | 578 | 0.867 | 7  | 17 | 0.412 |
| 8 | Thaïlande    | 7   | 7 | 0 | 7 | 425 | 565 | 0.752 | 2  | 21 | 0.095 |

### Distinctions individuelles
- Meilleur marqueur : Takahiro Yamamoto ( Japon)
- Meilleur attaquant : Alessandro Fei ( Italie)
- Meilleur contreur : Mohammad Mousavi ( Iran)
- Meilleur serveur : Takahiro Yamamoto ( Japon)
- Meilleur digger : Katsutoshi Tsumagari ( Japon)
- Meilleur passeur : Saeid Marouf ( Iran)
- Meilleur réceptionneur : Suk Jin-Wook ( Corée du Sud)